# 178 f.Kr.

## Händelser

### Efter plats

#### Romerska republiken
- I Rom firar praetorn Lucius Postumius Albinus triumf efter att ha besegrat och kuvat vaccaeierna och lusitanerna under sin tid som romersk befälhavare i provinsen Hispania Ulterior.

#### Grekland
- En av Perseus första göromål efter att ha blivit kung av Makedonien är att förnya fördraget mellan Makedonien och Rom. Under tiden bygger Perseus upp den makedoniska armén och sänder ut trevare för att skapa allianser med de grekiska förbunden, med sina nordliga barbargrannar och även seleukiderkungen Seleukos IV.